# Jurij av Uglitj

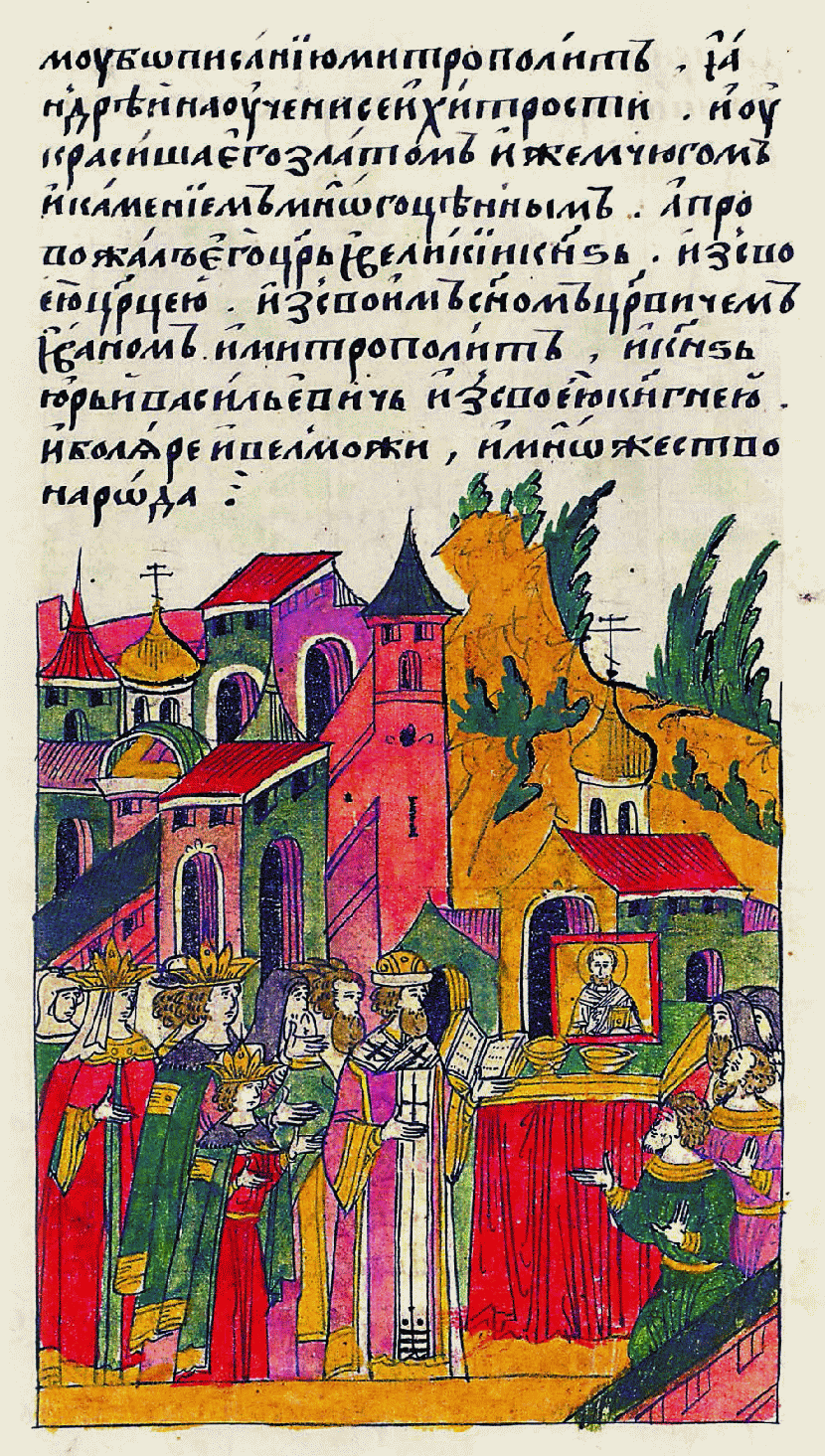
Denna miniatyr från Ivan den förskräckliges illustrerade krönika visar Jurij och hans bror Ivan ta farväl av en vördad ikon.

Jurij Vasilijevitj (ryska: Юрий Васильевич), född 30 oktober 1532, död 24 juni 1563, var Ivan den förskräckliges enda bror. Han föddes dövstum och sågs därför aldrig som en kandidat till den ryska tronen. Han regerade istället apanagefurstendömet Uglitj vid Volga.
Jurij var Vasilij III:s och Jelena Glinskajas andre son. Han var ett och ett halvt år gammal när hans far dog, och sex år gammal när hans mor förgiftades. Enligt breven skrivna av hans äldre bror Ivan kände sig de två barnen ofta försummade och förolämpade av de mäktiga bojarerna från Sjujskij- och Belskijfamiljerna. Till skillnad från sin bror som använde sin tid till att lära sig teologi var Jurij tydligen bara intresserad av mat och lekar. Jurij gjorde sin bror sällskap vid dennes kröning till tsar 1547 och fick senare en privat bostad med tjänare. Den 16 juni 1552, under Kazankriget, fick Jurij ta över de statliga angelägenheterna medan hans bror Ivan ledde sin armé i krig. Jurij gifte sig den 3 november 1547 med prinsessan Juliana Paletskaja. Med henne fick han år 1559 sonen Vasilij, som dog 11 månader efter födseln.
Jurij dog tre år senare av naturliga orsaker. Hans fru skickades till Novodevitjijklostret. Jurijs egendomar ärvdes av hans äldre bror.